# Greiff Mode
Die GREIFF Mode GmbH & Co. KG ist ein deutscher Hersteller für Berufskleidung mit Sitz in Bamberg. Der Name leitet sich vom ursprünglichen Sitz des Unternehmens im damaligen Greiffenberg, heute Gryfów Śląski, ab.

## Geschichte

### 1802–1916
Im Jahre 1802 wurde das Unternehmen J. G. Ihle in Greiffenberg in Schlesien gegründet und begann die Produktion von Leinen. Diese wurden gewebt und auch bedruckt, was aus Urkunden aus dem Jahr 1885  hervorgeht. Zur Jahrhundertwende änderte sie den Namen in Schlesische Blaudruckerei AG. Gemeinsam mit der Namensänderung ging auch eine Veränderung innerhalb der Produktion der Firma einher. Denn der neue Schwerpunkt lag von nun an auf Blaudruck, Stückware, sonstige Farbware sowie Blaudruck-Schürzen.

### 1917–1944

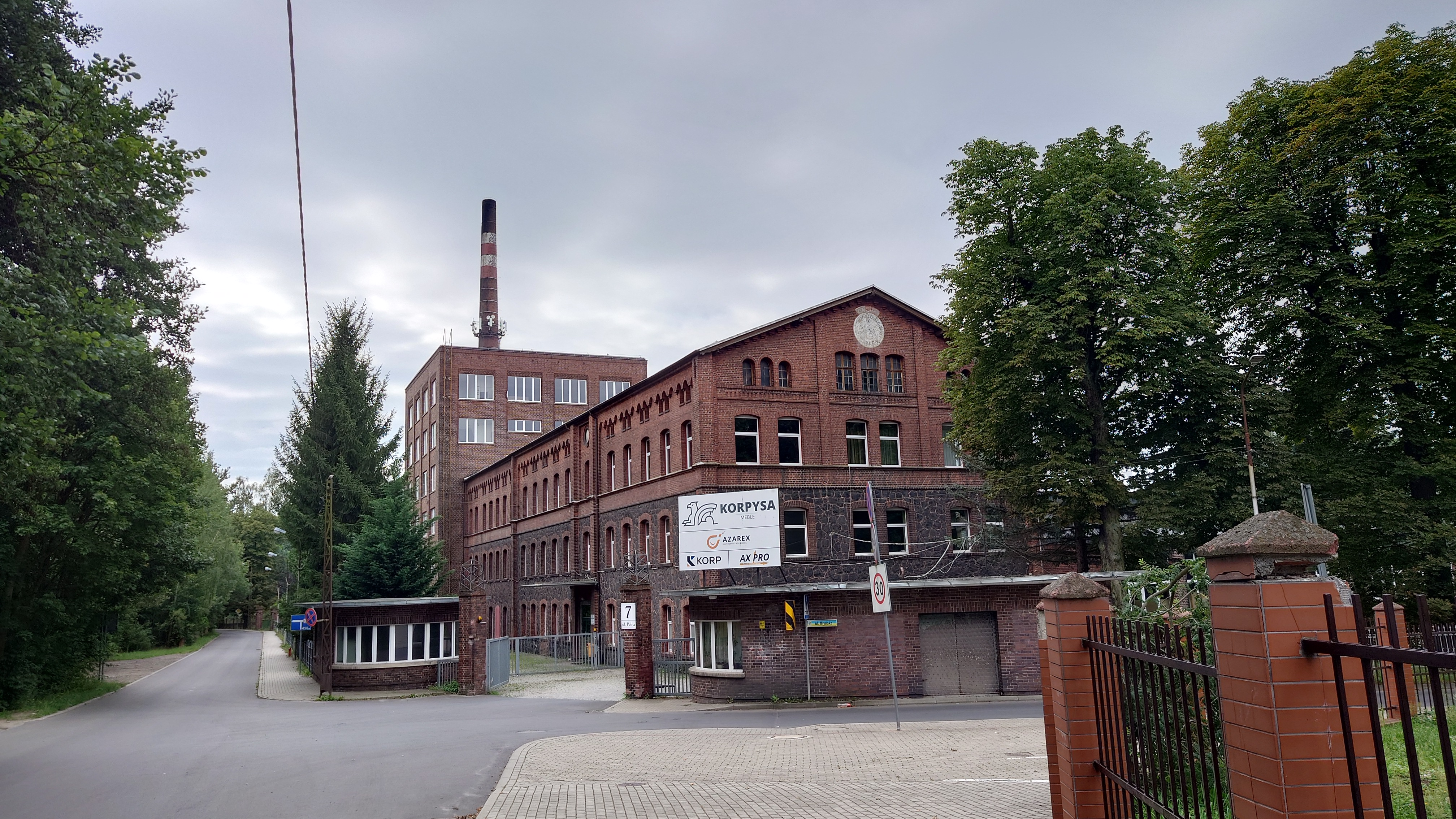
Ehemalige „Greiff-Werke“ in Gryfów Śląski (Aufnahme 2024)

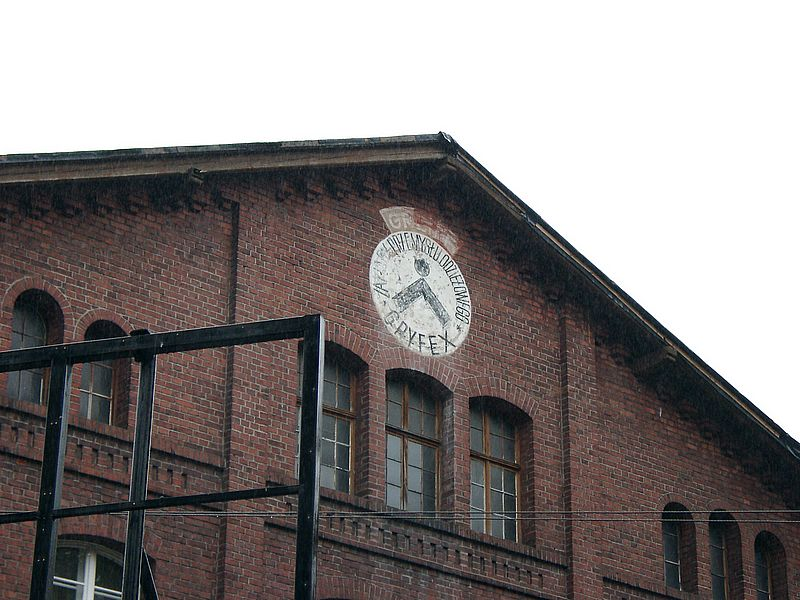
Ehemalige „Greiff-Werke“ in Gryfów Śląski (Aufnahme 2005)

Im Jahre 1917 wurde das Unternehmen von Gustav Winkler, der als Taschentuchfabrikant in Schlesien tätig war und somit bereits Erfahrung im Bereich Textilwesen gesammelt hatte, übernommen.
Sechs Jahre später, im Jahre 1923 übernahm sein Sohn Helmut Winkler die Firma. Unter seiner Leitung änderte sich abermals das Fertigungsprogramm des Unternehmens, diesmal hin zu Berufsbekleidung. Neben diesem neuen Schwerpunkt innerhalb der Herstellung wurden jedoch auch Sommerjacken- und Hosen, Motorradkleidung sowie Wandermode produziert.
Abermals wurde der Name in den 20er Jahren in GREIFF geändert.
1930/31 wurden erstmals Fließbänder in den Produktionshallen aufgestellt, wodurch sich die Struktur des Unternehmens vom Handwerksbetrieb in eine industrielle Großanfertigung wandelte.
1932 wurde das erste Zweigwerk im niederschlesischen Lauban eingerichtet.
1933 und 1934 wurden 2 weitere Zweigstellen in Frankfurt an der Oder und in Lomnitz in Schlesien errichtet.
In dieser Phase wurde wiederum der Name geändert, diesmal in GREIFF-Werke AG.
Zeitgleich mit dieser Namensänderung folgte eine erste Ausgliederung innerhalb der Produktion.
Nun wurden Stückware und Schürzen von dem eigens zu diesem Zweck gegründeten Unternehmen Schlesische Schürzenfabrik, die ihren Sitz ebenfalls in Greiffenberg hatte, übernommen.
In den 30er Jahren kam es zu einer Zusammenarbeit mit der I.G. Farben Industrie. Ergebnis dieser Zusammenarbeit war ein neues Färbeverfahren, bei dem die Kleider mit Indanthren gefärbt wurden. Die GREIFF-Werke AG war das erste und zu diesem Zeitpunkt einzige Unternehmen, das dieses aufwendige Verfahren anwandte.
Durch verstärkte Werbung in Kombination mit den neuen Angeboten konnte es sich die Firma 1935 leisten, die Spinnerei und Weberei Lauffenmühle in Unterlauchringen zu übernehmen. Nun konnte das Unternehmen sein Produktangebot um Sportsakkos sowie Sportanzüge für Herren und Knaben erweitern.
1936 waren Vertreter des Unternehmens zum ersten Mal mit ihren Produkten auf der Leipziger Messe vertreten.
In den drei darauffolgenden Jahren 1937 und 1939 kam es zur Gründung zweier weiterer Zweigwerke in Löwenberg/Schlesien und in Bärnsdorf.

### Ab 1945
Der Beginn des Zweiten Weltkrieges stoppte die Expansion der Firma. Zum Ende des Krieges mussten die Mitarbeiter der Firma, darunter auch der Geschäftsführer Winkler und seine Frau, Richtung Westen fliehen.
Fast alle Geräte und Stoffe mussten zurückgelassen werden. Endstation der Flucht war schließlich die Stadt Bamberg. Diese wurde vermutlich ausgewählt, da das Ehepaar Winkler dort studiert hatte, diese ihnen deshalb bekannt war. Hier wurde noch im selben Jahr mit einer kleinen Fertigung begonnen.
Durch die Unterstützung des Bürgermeisters fand das Unternehmen Aufnahme in der Spinnerei Gaustadt, einem Zweigbetrieb der Baumwollspinnerei Erlangen-Bamberg.
Schon bald wurde die erste Zweigstelle in Aalen in Baden-Württemberg eröffnet.
Aufgrund von Platzmangel entschloss man sich im Jahre 1947 schließlich zu einem Neubau für das Unternehmen. Das Firmengelände für den ersten Bau hatte 6000 m² und lag am Ostrand von Bamberg. Zwei Jahre später fanden dort 98 Mitarbeiter einen Arbeitsplatz, 1950 waren es bereits 600. Da die Größe der Produktionshallen nun nicht mehr ausreichte, wurde die Fertigungsfläche um 5000 m² erweitert. 1955 fanden schon 1500 Mitarbeiter einen Arbeitsplatz, die nun auch Wintermäntel und Herrenanzüge produzierten.
1957 stieg die Anzahl der Mitarbeiter auf 2500 Personen. Im Jahre 1959 wurde in Würzburg ein weiteres Zweigwerk gegründet, welches 500 Mitarbeiter beschäftigte.
Ende der 50er Jahre änderte sich der Stil der Kollektion. Es wurde versucht, auch modische Akzente zu setzen. Deshalb konnte die Firma GREIFF 1963 zum ersten Mal auf der Herren-Mode-Woche in Köln erscheinen.
Mitte der 60er Jahre wurde eine weitere Zweigstelle für Berufsbekleidung in Aub eröffnet, zugleich wurde das Zweigwerk in Würzburg auf HAKA-Fertigung (Herren-Anzüge/Knaben-Anzüge) umgestellt. Zur gleichen Zeit wurde versucht, auch den europäischen Markt zu erreichen, weshalb das Unternehmen zum ersten Mal auf der SEHM in Paris präsent war.
Durch den Erfolg der Messe wurden in Belgien 1966 und Paris 1968 die ersten Verkaufslager eröffnet. Im gleichen Jahr hatte das Unternehmen ein Spezialwerk für die Fertigung von Hosen in Laufach erworben und ausgebaut.
In österreichischen Wien wurde 1969 ein Tochterunternehmen namens GREIFF-Herrenbekleidung GmbH gegründet und sollte Träger des gesamten Exports nach Österreich werden. Die GREIFF-Kollektion wurde auf der HAKA-Messe in der IMBEX ausgestellt.
Anfang der 70er Jahre begann der Ausbau des Exports außerhalb Europas in Kenia, Ägypten, Libanon, Australien und Kanada. Zur selben Zeit begann auch der fluktuationsbedingte Mitarbeiterabbau. So beschäftigte GREIFF 1975 nur noch 2000 Mitarbeiter und 1979 nur noch 1000 Personen auf nunmehr 168.000 m² Fläche, da die Fertigungszeiten stark verringert werden konnten.

## Chronik der Geschäftsführung
- 1802 Johann Gottfried Ihle
- 1917 Gustav Winkler
- 1923 Helmut Winkler
- 1983 Bernd-Dietmar Wendland
- 1993 Ralph Meincken
- 1997 Werner Ortmann
- 1999 Roland Spies
- 2001 Andrea Fuhrmann-Czermak
- 2003 Winfried Wagner
- 2006 Jens Möller, Hans-Peter Beck
- 2021 Jens Möller

## Logos

Logo von 1935 bis 1955
Logo von 1956 bis 1963
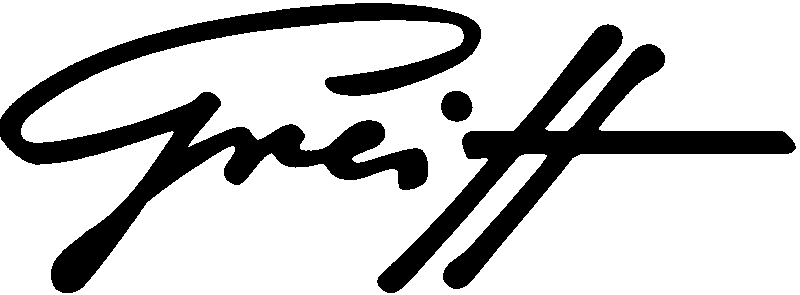
Logo von 1964 bis 1977
Logo von 1988 bis 1999
Logo von 2000 bis 2002
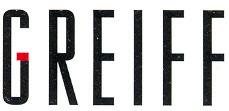
Logo 2002
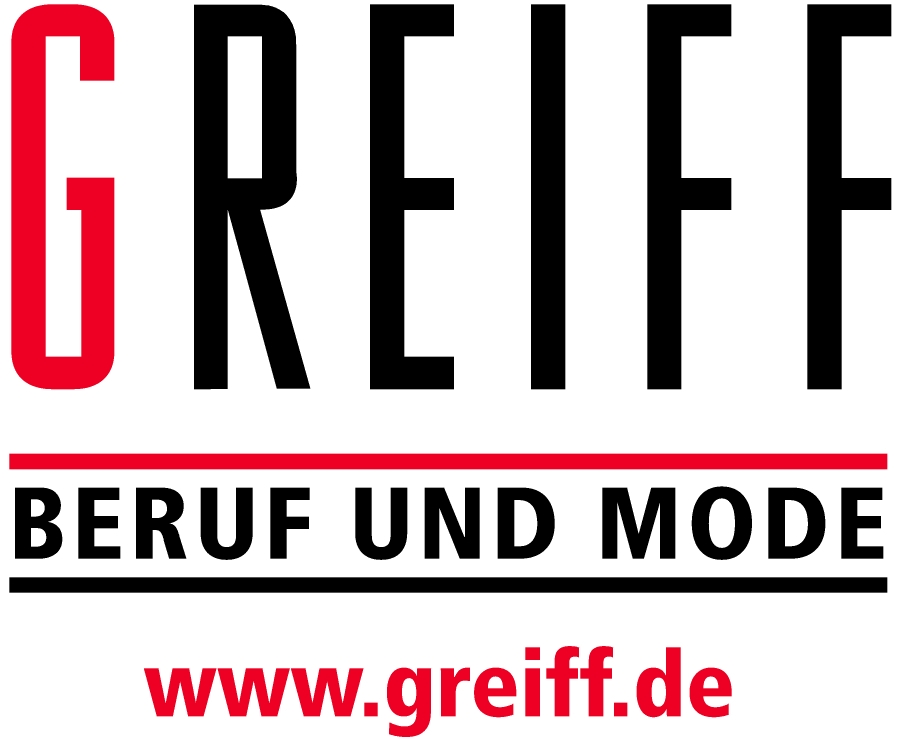
Logo von 2003 bis 2005
Logo von 2006 bis 2012
Logo seit 2013

## Sonstiges

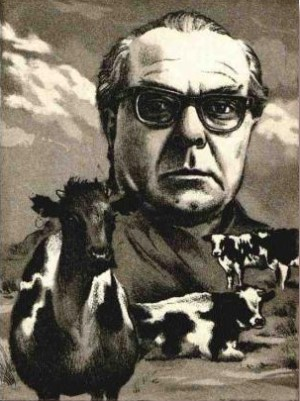
Arno Schmidt

Einer der berühmtesten ehemaligen Mitarbeiter war der deutsche Schriftsteller Arno Schmidt. Er begann 1934 dort eine kaufmännische Lehre und arbeitete bis 1940 als grafischer Lagerbuchhalter, bevor er mit Romanen wie Leviathan, Brand’s Haide und Schwarze Spiegel berühmt wurde. 1937 schrieb er an seine GREIFF-Kollegin Alice Murawski, die 1937 seine Frau wurde, folgendes: „Erlass es mir, meine Arbeit weiter zu schildern, ich mache in Stumpfsinn.“ Sein damaliger Vorgesetzter Johannes Schmidt erinnert sich an Schmidts Bonmot: „Uns allen wird einmal die Hölle leicht werden, denn wir haben bei Greiff gearbeitet.“
Von 1961 bis 1965 war der pensionierte Konteradmiral und Befehlshaber der deutschen Flotte Rolf Johannesson Prokurist.